# Кустарниковая степь
Кустарниковая степь — степь, покрытая зарослями степных кустарников — дерезняками. Характерна для участков с пересеченным рельефом. Широко распространена в лесостепи и степях Русской равнины, особенно в Предуралье, в Казахской складчатой стране, в предгорьях Алтая. Следует подчеркнуть слабое развитие кустарниковых степей на территории Западно-Сибирской низменности.
Некоторые авторы (Е. М. Лавренко) не считают компонентом кустарниковых степей заросли дерезняков. К кустарниковым степям относят только такие растительные формации, в которых на фоне степного травостоя равномерно разбросаны кусты.

## Галерея
- Гавайи
- Графство Уэбб (штат Техас)
- Южная Африка
- Равнина Налларбор (Австралия)
- Килиманджаро